# Bade- und Reise-Journal
Das Bade- und Reisejournal war eine frühe österreichische Tourismuszeitschrift.
Eine erste Probenummer erschien am 9. April 1876. Bis 1881 erschien das Journal wöchentlich und bis zum 14. Jahrgang 1889 jeden 8. Tag. Herausgeber des Bade- und Reisejournals war H.S. Popper. Mit der Redaktion war Johann Ponschab betraut, dem 1882 A. Schneider nachfolgte.
Die inhaltlichen Schwerpunkte des „Bade- und Reisejournals“ lagen auf dem „Curorte-Anzeiger“ sowie der Präsentation spezieller Kurorte und ihrer Heilquellen. War das „Bade- und Reise-Journal“ bis 1889 noch unillustriert, so zeichnet sich dessen Nachfolgerin, die „Illustrierte Kurorte-Zeitung“, ab 1890 durch eine reiche Ausstattung an Fotografien aus diversen Kurorten Europas aus.